# فایو بیلو
فایو بیلو (انگلیسی: Five Below) شرکت خدمات مالی آمریکایی است، که در سال ۲۰۰۲ تأسیس شد.